# Dryas (chi bướm)
Dryas là một chi bướm trong họ Nymphalidae.

## Hình ảnh

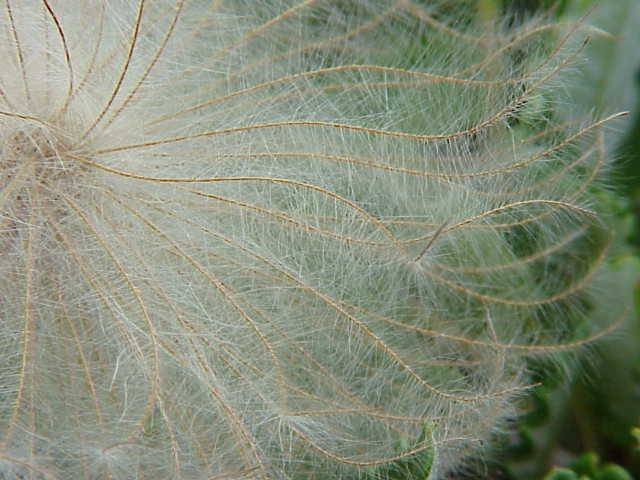
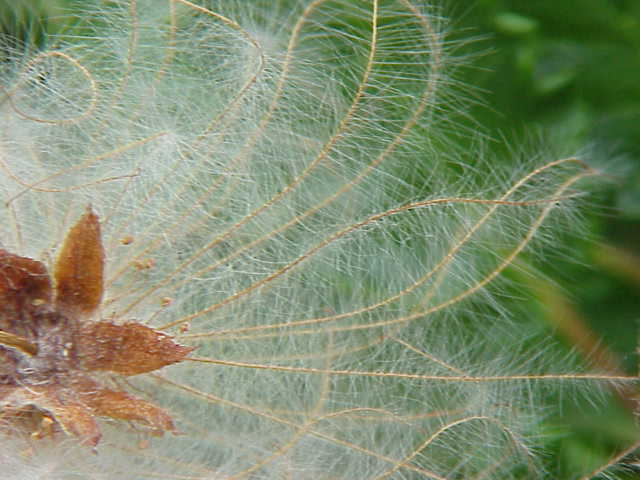
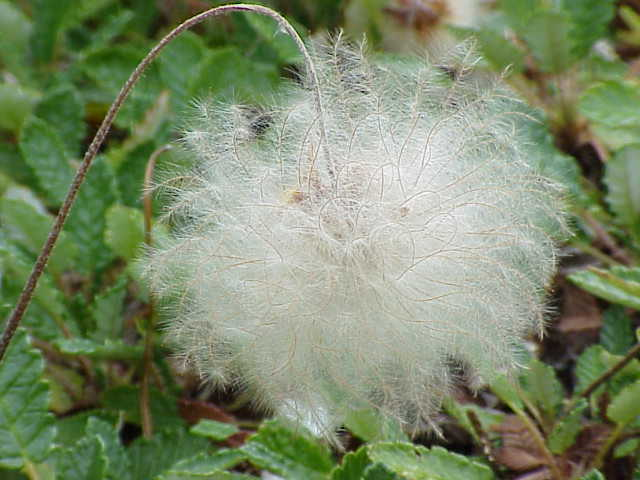

## Các loài
- Dryas alcione
- Dryas alcionea
- Dryas carteri
- Dryas cillene
- Dryas delila
- Dryas dominicana
- Dryas framptoni
- Dryas hispaniola
- Dryas iulia
- Dryas juncta
- Dryas lucia
- Dryas luteus
- Dryas moderata
- Dryas nigromarginatus
- Dryas nudeola
- Dryas titio
- Dryas warneri